# 湯島三組町
湯島三組町(ゆしまみくみちょう)は、東京都文京区にかつてあった旧地名。元禄時代初頭から昭和40年まで使われた。現在の文京区湯島2丁目、3丁目。

## 概要
元和2年（1616年）に徳川家康が駿府で逝去したことにより、家康付きの御家人である中間、小人、駕籠方3組が江戸に帰り、屋敷地として豊島郡峡田領内の当地を賜った。駿府にちなんで駿河町と称していたが、元禄9年（1696年)に商家の建設が許され、3組の御家人にちなんで三組町と改称した。味噌商が多いことで知られていた。
明治に入って東京府本郷区湯島三組町となり、1947年に文京区の所属となり、1965年に町名消滅して文京区湯島2丁目、3丁目となった。

## 主だった商店・施設

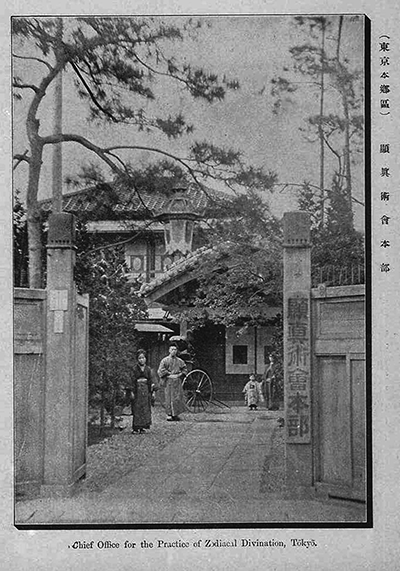
湯島三組町30番地にあった顕真術会本部　1900年

- 西教寺 (文京区) - 寛永7年 (1630年) に釈了賢が建立し、元禄2年（1689）まで当地にあった。
- 伊勢利商店 - 味噌屋。元禄年間の創業と言われる。明治時代の当主は高木利八
- 角茂 - 味噌屋
- 永島屋 - 酒醤油卸売商
- 加賀屋 - 質屋
- 共慣義塾（1870年開校） - 脇慣義塾とも。南部利恭が創設した南部藩の英学校[3]
- 算術占い（餅屋占い）
- 顕真術会本部
- 荻野医院（1885年開業） - 荻野吟子が開業した産婦人科病院[4]
- 女子袋物裁縫教授所（1912年） - 奥村音五郎の指導による半年コースの女子職業訓練所[5]
- 越後屋（1916年） - 缶詰漬物業、杉山長之助
- 石塚医療電機製作所（1934年）
- 小平記念東京日立病院（1960年年開業） - 日立創業者小平家邸宅跡地に同社創業50周年記念として創立。現・東都文京病院。

## 著名な住人
- 武井守正
- 武井守成 - 守正の二男
- 高田慎蔵 - 邸宅は元五辻安仲子爵家の土地にジョサイア・コンドル設計で1900年に竣工[6][7]。関東大震災で焼失
- 松原新之助
- 浅羽靖
- 松田道一
- 松田道夫 - 道一の父。判事
- 石崎政蔵
- 石崎丈太郎 - 田島竹之助の弟。石崎政蔵の養子。東京多額納税者
- 石井千治 - 棋士（1900年当時5段）[8]
- 大沢銀次郎 - 棋士（1900年当時5段）[8]
- 川島九 - 医師
- 長谷川吉次 - 弁護士
- 恩田久兵衞 - 地主
- 久佐賀義孝 - 顕真術会、大日本陰陽会会長
- 加藤辰治 - 日本実業銀行監査役
- 松岡文吉 - 富国銀行監査役
- 風祭甚三郞 - 深川区長
- 京極雅雄（高頼） - 子爵。京極高典の八男。
- 飯島次郎（1911年） - 土建業「飯島組」創業者[9]。船越英一郎の母方祖父
- 前田厚長 - 小劇場頭取
- 小幡貞吉（1918年） - 常磐採炭会社、宝永銅山、山形炭砿，東京商工，東北石炭役員[10]
- 杉梅之治（1925年） - 浅草区長[11]
- 小平浪平（1937年より1945年まで）[12]